# Au Café Kichijôji
 (octobre 2016).
Si vous disposez d'ouvrages ou d'articles de référence ou si vous connaissez des sites web de qualité traitant du thème abordé ici, merci de compléter l'article en donnant les références utiles à sa vérifiabilité et en les liant à la section « Notes et références ».
Au café Kichijôji (Café吉祥寺で, Café Kichijōji de) est un shōjo manga écrit par Yuki Miyamoto et illustré par Kyōko Negishi. Il est prépublié entre 2000 et 2002 dans le magazine Wings et compilé en trois volumes reliés par Shinshokan. La version française est publiée par Asuka,.
Le premier tome compte 5 histoires et 5 mini-histoires, le deuxième volume 4 histoires et 4 mini-histoires tandis que le dernier volume contient 5 histoires et 6 mini-histoires.
Dans l'édition française, les histoires courtes sont en anglais et en français. Le premier tome propose aussi un jeu de l'oie personnalisé et dont les cases d'action sont à l'image des protagonistes.
Une adaptation en drama est diffusée sur TV Tokyo entre septembre et décembre 2008,.

## Synopsis
Contrairement à la plupart des mangas, il n'y a pas d'intrigue continue dans la série. A la place, on y retrouve de courtes histoires, elles-mêmes entrecoupées d'histoires encore plus courtes.

## Personnages
- Tarô Kurihara : chef de rang, surnommé le "Démon du ménage".
- Maki Okubo : garçon de salle.
- Hifumi Minagawa : cuisinier, il est adepte de magie noire et tout autre forme de sorcellerie qu'il utilise pour effrayer les autres employés.
- Shûta Tokumi : garçon de salle à mi-temps, il est aussi étudiant.
- Jun Ichinomya : garçon de salle à mi-temps. Jun a un visage très féminin qui le fait complexer cependant il détient une force surhumaine.
- Yûichi Mitaka : patron du café.

## Liste des volumes
Liste des volumes :
| no | Japonais       | Japonais          | Français        | Français          |
| no | Date de sortie | ISBN              | Date de sortie  | ISBN              |
| -- | -------------- | ----------------- | --------------- | ----------------- |
| 1  | 24 juin 2001   | 978-4-403-67009-1 | 27 février 2008 | 978-2-84965-314-2 |
| 2  | 24 avril 2002  | 978-4-403-67011-4 | 10 avril 2008   | 978-2-84965-370-8 |
| 3  | 24 avril 2003  | 978-4-403-67015-2 | 10 juillet 2008 | 978-2-84965-406-4 |